# Shinron
Shinron (新論) é uma obra de Aizawa Seishisai publicada em 1825. Aborda a noção de essência nacional, ou Kokutai, que a deusa Amaterasu teria transmitido ao povo japonês.